# Спрингдејл (округ Лексингтон, Јужна Каролина)
Спрингдејл (енгл. Springdale, Lexington County) град је у америчкој савезној држави Јужна Каролина.

## Демографија
По попису из 2010. године број становника је 2.636, што је 241 (-8,4%) становника мање него 2000. године.
| Група             | 2000.         | 2010.         |
| Белци             | 2.550 (88,6%) | 2.177 (82,6%) |
| Афроамериканци    | 223 (7,8%)    | 281 (10,7%)   |
| Азијати           | 48 (1,7%)     | 44 (1,7%)     |
| Хиспаноамериканци | 20 (0,7%)     | 95 (3,6%)     |
| Укупно            | 2.877         | 2.636         |